# Альфельд (Лайне)
А́льфельд (нем. Alfeld) — город в Германии, в земле Нижняя Саксония.
Входит в состав района Хильдесхайм. Население составляет 20 146 человек (на 31 декабря 2010 года). Занимает площадь 72,86 км². Официальный код — 03 2 54 002.
| Год  | Население |
| ---- | --------- |
| 1990 | 22 080    |
| 1995 | 22 548    |
| 2000 | 22 122    |
| 2005 | 21 197    |
| 2010 | 20 340    |

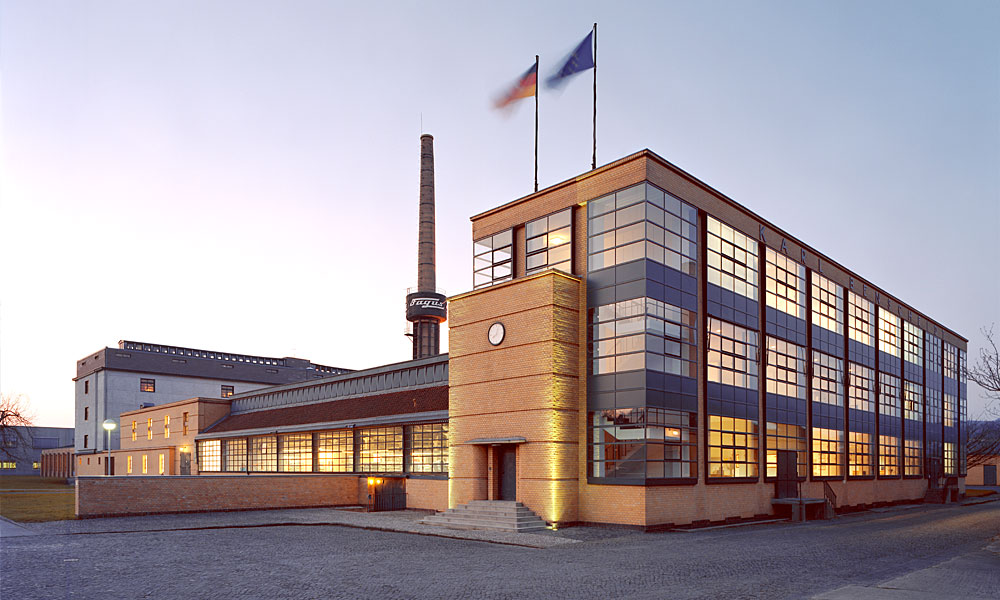
Фабрика Фагус

Фабрика Фагус — первая значительная архитектурная работа Вальтера Гропиуса (1910-11 гг.) — здание обувной фабрики «Фагус» в Альфельд-на-Лайне, которую он проектировал вместе с Адольфом Мейером. Здание стало отправной точкой в его архитектурной деятельности, и считается ключевым образцом архитектуры раннего модернизма. В 1920-е годы это направление в архитектуре было определено понятием «Новое строительство» (Neues Bauen) и «Новая вещественность» («Neue Sachlichkeit»).